# 跳水者之墓
跳水者之墓（Tomb of the Diver）位於帕埃斯圖姆，因其裝飾壁畫的神秘主題而聞名。這座墓的來歷也有些神秘。學者們一直在爭論這座墳墓究竟是由佔領波塞冬的希臘移民建造的，還是由來自義大利更南部地區的古義大利部落建造的。這座墓由五塊大石板建成，不同石板上的壁畫出自兩位藝術家中的其中一位之手。四面牆皆以酒會場景裝飾，這在墓葬中並不多見。真正神秘之處在於天花板以及這座墓的名稱：有一名跳水員獨自跳入水池。這幅畫為該墓所獨有，其他古地中海藝術作品中皆無與此相媲美的畫。

## 描述
跳水者之墓是一座考古遺跡，建於公元前470年左右，由義大利考古學家馬里奧·那不勒斯（Mario Napoli）於1968年6月3日在大希臘地區的古希臘城市帕埃斯圖姆以南約1.5公里處（現今的義大利南部）的一個小型墓園中發現。該墓由五塊當地石灰岩石板組成，形成了四面牆和屋頂，地面則是在天然基岩中挖掘出來的。這五塊石板以石膏仔细地黏合在一起，形成了一個大約215×100×80公分（7.1×3.3×2.6英尺）大小的房間。五塊石板皆以濕壁畫（buon fresco，又稱作true fresco）的技術繪製於內側。四壁的壁畫描繪的是酒會場景，蓋板則展示了一個著名的場景，這也是這座墳墓得名的原因：一名年輕人跳入蜿蜒起伏的水流中。墓的南北牆各有三張躺椅，坐著五個斜倚著的人物，這些人要麼是酒會的客人，要麼是為客人雇來的娛樂表演者。所有斜倚的人都戴著花冠，用於擺放食物和飲料的三腳桌上還有多出的花冠。北牆顯示一位客人在最左邊的長椅上進行拋酒渣遊戲（又稱銅盤遊戲，Kottabos），這是一種將杯中的殘酒和酒渣潑向目標物的古老遊戲。在最右邊的長椅上則展示了雞奸場景，顯示了一個年輕人在抵抗年長的男性客人的挑逗。西牆展示了三個人物，不是遲到就是要離開酒會的人；最左邊是拿著手杖的老人，中間是個未穿衣服，肩膀上只有一條披肩的人，右邊是吹笛子的女人。這三人都有花環裝飾。東牆有一個孤獨的裸體僕人男孩，他拿著一個曲柄酒壺（Oenochoe），旁邊有張桌子，上面放著雙耳噴口酒壺（krater）和橄欖葉花環。
墓室內部只發現了一些物品: 在屍體附近（儘管骨骼已嚴重劣化，但普遍認為是一位年輕人）有個龜殼、兩件古希臘黑釉圓瓶（Aryballos）和一件雅典風格的細頸有柄裝飾瓶（Lekythos）。最後一件物品是公元前480年左右用黑繪技術繪製的，這協助發現者和其他學者確認了該墓葬的年代約為公元前470年。

## 起源
關於這座墳墓是哪個文明所建造存在一些爭論，有人說死者是希臘人，而其他人則認為他可能來自帕埃斯圖姆以南的義大利部落。當墓室被發現時，其令人吃驚的壁畫揭示了其重要性，因為從任何古典時期來看，這些古希臘壁畫似乎是唯一具有比喻性意象。也未發現具有類似比喻性裝飾的其他希臘墳墓。這很可能受到了許多伊特拉斯坎彩繪墓葬的啟發；帕埃斯圖姆當時距離希臘和伊特拉斯坎影響區在塞勒河的邊界只有幾英里。其他類型建築的壁畫當時在古希臘世界很常見，但倖存下來的卻極為罕見。 許多學者認為，從酒會的主題來看，這座墳墓肯定屬於古希臘，這不是眾所周知的伊特拉斯坎人參與的社會活動。大約在西元前400年，當地的坎帕尼亞人控制了帕埃斯圖姆，留下了許多彩繪墓葬，但他們大多表現出對馬匹和賽馬運動的痴迷。其中一些也收藏在帕埃斯圖姆的博物館中。
由於東牆上的容器風格，也有人認為這座墳墓可能是由帕埃斯圖姆以南的一個義大利部落建造的。一些學者將其判斷為渦形雙耳噴口酒壺（Volute krater）。不過渦形雙耳噴口酒壺有個顯著特徵，手柄頂端朝向容器口有著渦卷形裝飾之細節，而這在跳水者之墓中繪製的雙耳噴口酒壺上所沒有的。東牆上所繪製的更類似於雙耳噴口-康塔羅斯酒杯（krater-kantharos），這是一種在波塞東南部義大利墓葬中放置在屍體腳下的容器，與跳水者之墓屬於同一時期。一個雙耳噴口-康塔羅斯酒杯會被快速拉坯成型並塗上啞光漆（matte paint），與渦形雙耳噴口酒壺大致相似，但具有更寬的器身和較少的裝飾手柄，也是為了葬禮而製作的。
其他西元前五世紀有壁畫的墳墓也有類似於跳水者之墓風格的裝飾，例如馬其頓發現的棕葉飾之墓 （Tomb of the Palmettes），其飾有與其同名的棕葉飾，這同樣可以在跳水者之墓的天花板的四個角落找到。壁畫中的埃及藍顏料告訴我們，死者相當富有，埃及藍因價格昂貴不是壁畫常見的顏色。將這座墳墓中使用的顏料與之前的盧卡尼亞壁畫以及同時期的其他古希臘壁畫相比較後，可作出總結，這座墳墓是帕埃斯圖姆當地手工繪畫風格的結果。

## 創作出處
目前已分辨出有兩位大師參與繪製，南牆是由一位不那麼令人印象深刻的藝術家所繪製。 繪製跳水者的大師（Maestro del Tuttafore）的作品在人物輪廓的勾勒方式上模仿了紅繪雅典風格畫。這在酒會的場景中體現得淋漓盡致，斜倚的人物的解剖結構被描繪得很好，其形像個性亦十分鮮明。 繪製跳水者的大師在構圖上也有用到重疊法和前縮法（foreshortening），創造了一個人物相互斜倚的複雜場景，卻又顯得真實可信。唯一似乎沒有遵循這種風格的牆壁是東面的牆壁，上面畫了一個負責接待的孤獨男孩，他的形狀只由最簡化的輪廓線所定義，學者們認為這是由繪製南牆的大師（Maestro della Lastra Sud）畫的。這面牆確實還是有精湛的細節，例如，與陶製的雙耳噴口酒壺（krater）的固體形式相比，古希臘彩陶大酒壺（Oenochoe）的獨特輪廓暗示其非陶製的，而是一種銀質材料。然而，繪製南牆的大師仍然被認為是次等的藝術家，因為他的構圖缺乏複雜性，而且牆面上的細節也很少。

## 註記
1. 1 2 3 4 5 6 7 8 9 10 11 12 13 14 15  Holloway, R. Ross. . American Journal of Archaeology. 2006, 110 (3): 365–388  [2023-06-24]. JSTOR 40024548. S2CID 191633025. doi:10.3764/aja.110.3.365. （原始内容存档于2023-07-07） –JSTOR.
2. 1 2 3 4 5 6  . Oxbow Books. 2011  [2023-06-24]. ISBN 978-1-84217-991-8. JSTOR j.ctt1cd0nnd. （原始内容存档于2023-06-24）.
3. ↑  Probably part of a lyre whose wooden frame had rotted away.
4. 1 2 3  Alberghina, Maria Francesca. . PLOS ONE. 24 April 2020, 15 (4): e0232375. Bibcode:2020PLoSO..1532375A. PMC 7182217 . PMID 32330186. doi:10.1371/journal.pone.0232375 .
5. ↑  Holloway, p. 373.